# سي. ن. إيتون
سي. ن. إيتون هو سياسي أمريكي، ولد في 8 أغسطس 1887 في ويتسبورغ في الولايات المتحدة، وتوفي في 13 سبتمبر 1978. نشط حزبياً في الحزب الجمهوري. وقد انتخب عضو مجلس نواب واشنطن ‏.